# ISO 3166-2:TN
ISO 3166-2:TN is een ISO-standaard met betrekking tot de zogenaamde geocodes. Het is een subset van de ISO 3166-2 tabel, die specifiek betrekking heeft op Tunesië. 
De gegevens werden tot op 26 november 2018 geüpdatet op het ISO Online Browsing Platform (OBP). Hier worden 24 gouvernementen - governorate (en) / gouvernorat (fr) / wilaya (ar) – gedefinieerd.
Volgens de eerste set, ISO 3166-1, staat TN voor Tunesië, het tweede gedeelte is een tweecijferig nummer.

## Codes
| Code  | Naam        |
| ----- | ----------- |
| TN-31 | Béja        |
| TN-13 | Ben Arous   |
| TN-23 | Bizerte     |
| TN-81 | Gabès       |
| TN-71 | Gafsa       |
| TN-32 | Jendouba    |
| TN-41 | Kairouan    |
| TN-42 | Kasserine   |
| TN-73 | Kébili      |
| TN-14 | La Manouba  |
| TN-12 | L'Ariana    |
| TN-33 | Le Kef      |
| TN-53 | Mahdia      |
| TN-82 | Médenine    |
| TN-52 | Monastir    |
| TN-21 | Nabeul      |
| TN-61 | Sfax        |
| TN-43 | Sidi Bouzid |
| TN-34 | Siliana     |
| TN-51 | Sousse      |
| TN-83 | Tataouine   |
| TN-72 | Tozeur      |
| TN-11 | Tunis       |
| TN-22 | Zaghouan    |